# Novokrasne, Bârzula
Chitroși (în ucraineană Новокрасне, transliterat: Novokrasne) este un sat în comuna Ocna din raionul Bârzula, regiunea Odesa, Ucraina.

## Demografie
Componența lingvistică a localității Novokrasne
     Ucraineană (90,41%)
     Română (9,3%)
     Alte limbi (0,29%)
Conform recensământului din 2001, majoritatea populației localității Novokrasne era vorbitoare de ucraineană (90,41%), existând în minoritate și vorbitori de română (9,3%).